# Partido Comunista de Liberación Nacional
Partido Comunista de Liberación Nacional (PCLN) va ser un partit comunista i independentista de Galícia format el 25 de juliol de 1986 pel Colectivo Comunista 22 de marzo que havien format 13 membres del comitè central de la Unión do Povo Galego, disconformes amb la decisió del V Congrés de donar suport que el Bloc Nacionalista Gallec participés en les sessions del Parlament de Galícia. Les principals figures del PCLN eren Mariano Abalo, Manuel Caamaño i Xan Carballo, secretari general de la Intersindical Nacional dos Traballadores Galegos.
En la III Assemblea Nacional del BNG (1987), es va decidir expulsar al PCLN pel suport que havia donat a Herri Batasuna a les eleccions al Parlament Europeu. El PCLN va iniciar llavors un procés amb altres grups de l'esquerra independentista (el més significatiu dels quals era Galiza Ceibe-OLN) per a constituir l'organització Fronte Popular Galega (FPG) en juliol de 1988. Dintre del FPG, el PCLN pretenia mantenir la independència de les organitzacions integrants del front. Per altra banda Galiza Ceibe-OLN volia dissoldre-les i convertir al FPG en una organització unitària. La línia del PCLN es va convertir en predominant dintre del FPG. El PCLN es va inscriure en el registre de partits polítics del Ministeri de l'Interior espanyol el 13 de febrer de 1988. No obstant això, aviat van sorgir divisions dintre del FPG. El PCLN tenia objeccions al suport al Exército Guerrilheiro do Povo Galego Ceive, mentre que Galiza Ceibe-OLN ho donava suport activament. A causa d'aquestes disensiones internes es va convocar una Assemblea Nacional extraordinària del front. Galiza Ceibe-OLN va decidir abandonar el FPG i constituir la Assembleia do Povo Unido (APU). A principis de la dècada de 1990, el PCLN es va dissoldre dintre del FPG, convertint-se aquest en un partit polític unitari.